# Gerda van den Bosch

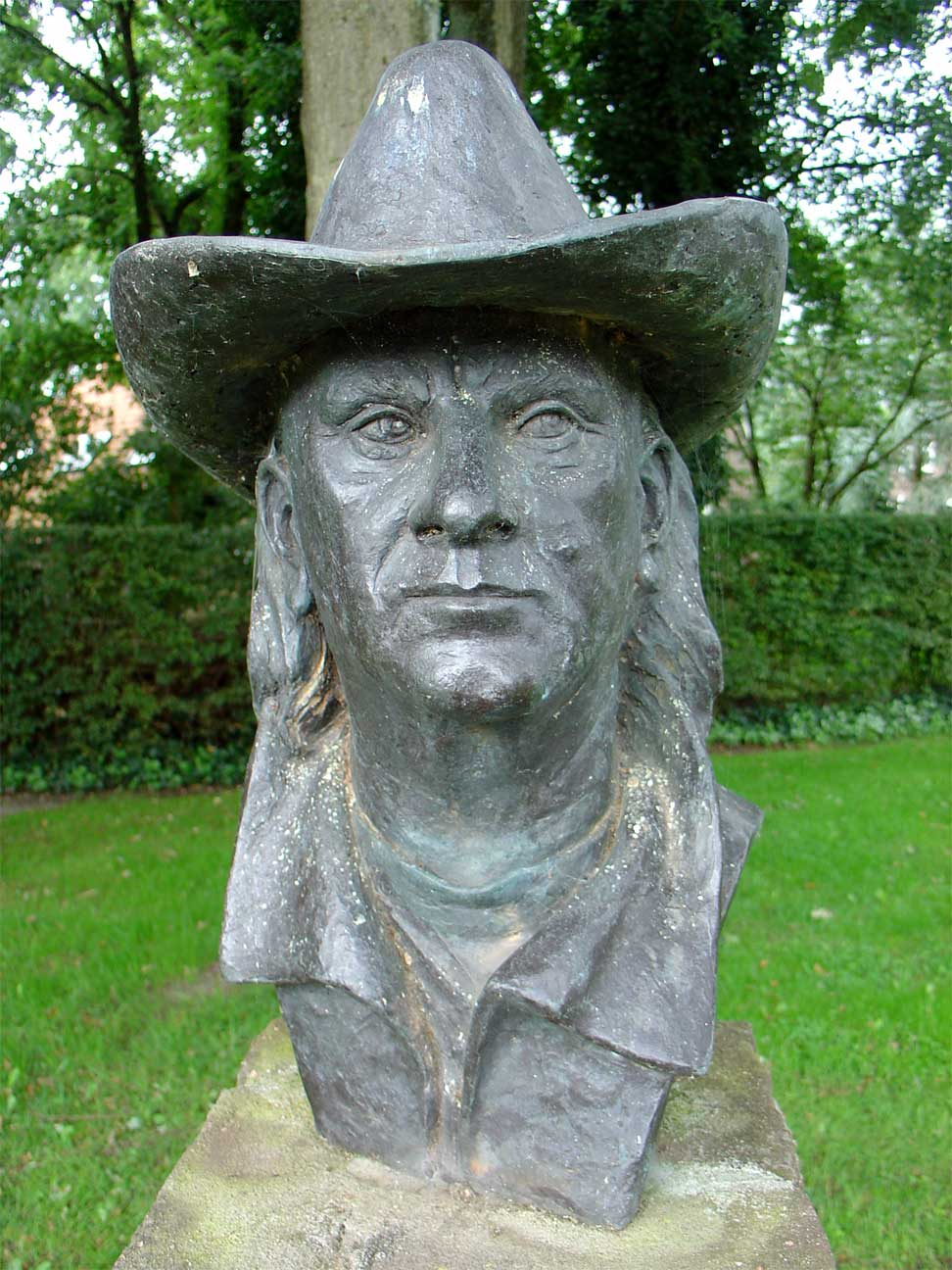
Borstbeeld van Harry Muskee in Grolloo door Gerda van den Bosch (1997)

Gerda van den Bosch (Batavia, 8 augustus 1929 – 13 oktober 2021) was een Nederlandse beeldhouwer.

## Leven en werk
Van den Bosch heeft vooral beeldhouwwerken van dierenfiguren in brons gemaakt. Haar werk is te vinden in de publieke ruimte van diverse Nederlandse gemeenten. Zij heeft gewerkt in de Gelderse plaatsen Vorden en Zutphen. Haar leermeester was beeldhouwer Marcus Ravenswaaij, die op een van de medaillons op de linkertoren van het Centraal Station te Amsterdam een vrouwenfiguur afbeeldde waarvoor zij model zou hebben gestaan.
Naast dierenfiguren heeft zij ook het beeld van de zanger Harry Muskee gemaakt, een beeld dat geplaatst is aan de Voorstreek in Grolloo, waar hij woonde en met Cuby and the Blizzards repeteerde.
Van den Bosch overleed op 92-jarige leeftijd.

## Werken (selectie)
- Harry Muskee (1997) - Grolloo
- Us Hounen (1987) - Leeuwarden
- Wachtende hond (1963) - Gorinchem
- Twee honden (1965) - Gorinchem
- Twee vossen (1965) - Gorinchem
- Poes (1963) - Gorinchem
- Kooikerhondje - Zoeterwoude
- Schapen - Zoeterwoude
- Ganzen - Zoeterwoude
- Geiten - Leidschendam